# Eye Q Records
Eye Q Records — немецкий лейбл, выпускавший техно- и транс-музыку.

## История
Существовал с 1990 по 1997 год. Владельцами лейбла являлись Свен Фэт (нем. Sven Väth), Матиас Хоффманн (нем. Matthias Hoffmann) и Хайнц Рот (нем. Heinz Roth). Чтобы расширить музыкальный охват, были запущены под-лейблы Harthouse (более нацеленный на танцевальную музыку) и Recycle Or Die (более нацеленный на музыку экспериментального толка). В 1997 году из-за финансовых проблем с американским отделением лейбл был признан банкротом. После банкротства Eye Q Records все под-лейблы также были закрыты, и лишь спустя несколько лет свою деятельность продолжил лейбл Harthouse.
Лейбл серьёзно повлиял на развитие и становление транс-музыки.
На Eye Q впервые увидели свет такие проекты, как:
- Energy 52: «Cafe del Mar»
- de:Vernon (DJ): «Vernon’s Wonderland»
- Cygnus X: «Orange Theme».

Плюс тут вышли практически все самые успешные работы самого Фэта, вроде «L’Esperanza» и «Accident In Paradise».